# Powódź w Turcji (2009)
Powódź w Turcji – seria powodzi błyskawicznych, które miały miejsce 9 września 2009 roku na terenie północno-zachodniej Turcji. Straty zostały oszacowane na 70 milionów dolarów.  W wyniku kataklizmu zginęło co najmniej 31 osób.